# Біссюм
Біссюм (нід. Biessum) — селище в нідерландській провінції Гронінген. Входить до складу муніципалітету Емсделта. Перші згадки про населений пункт датуються 10-11 сторіччями, наразі він є невеликим передмістям Делфзейла.

## Галерея

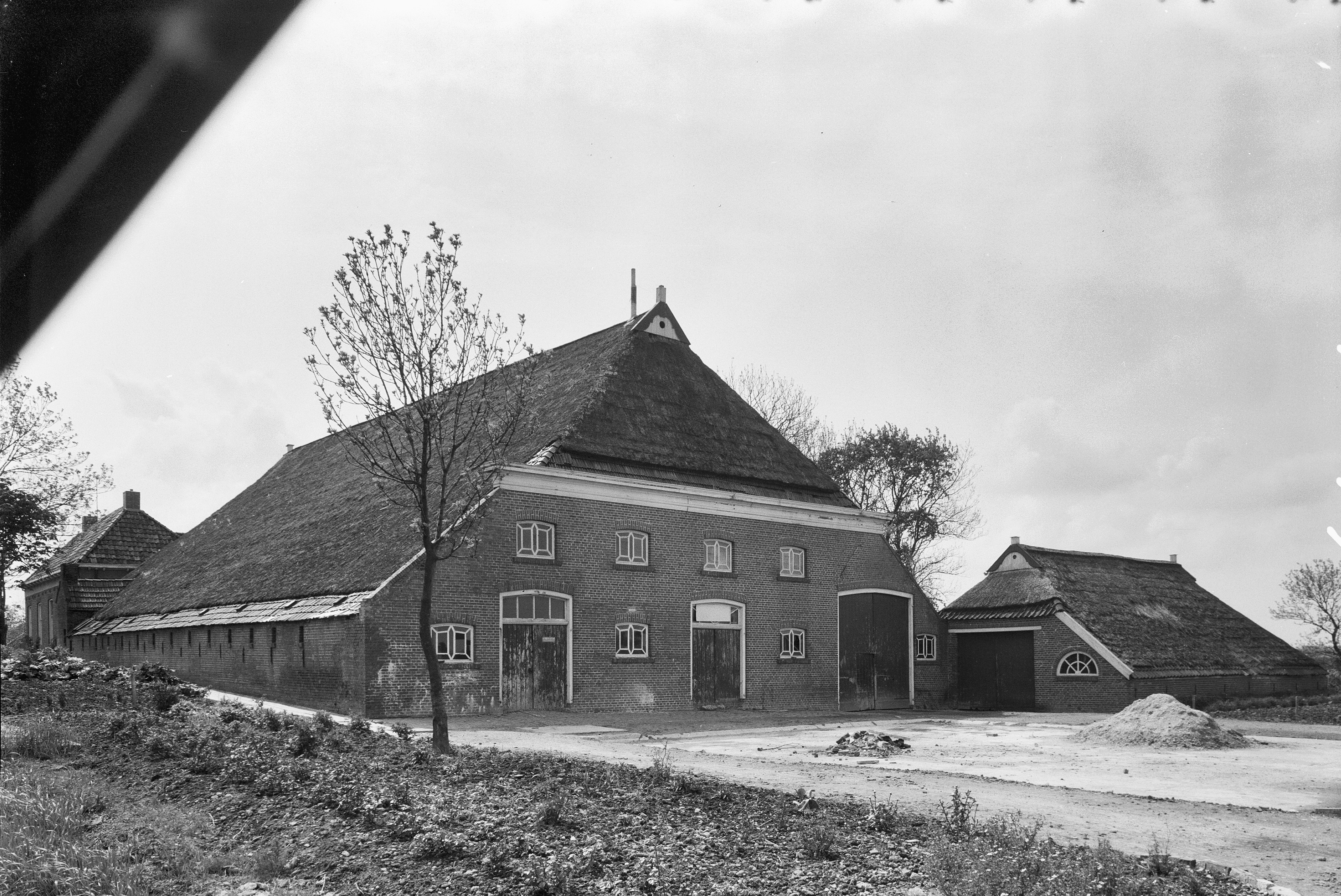
Ферма в Біссюмі у 1965 році
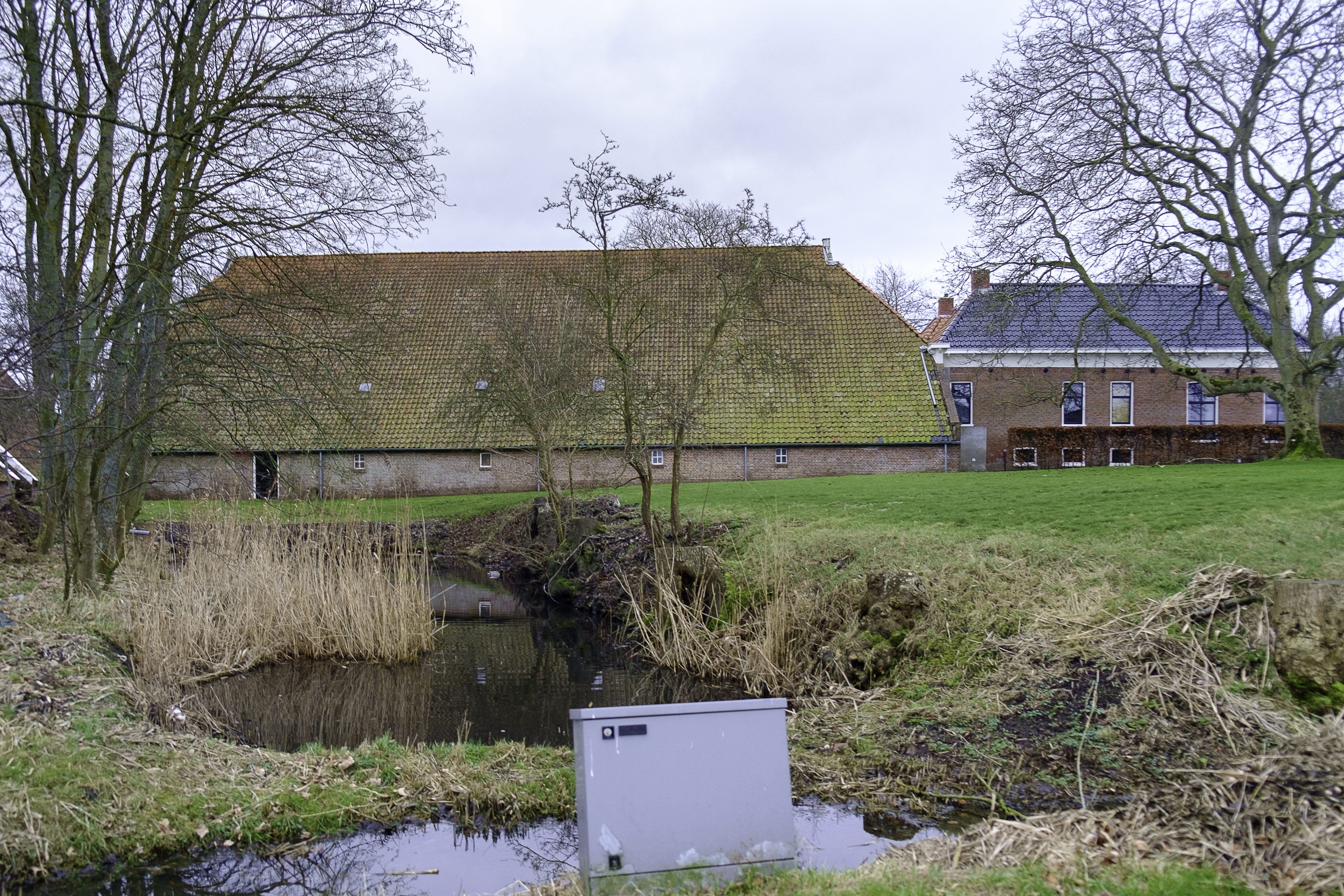
Сучасний вигля ферми в Біссюмі